# Géographie du Nouveau-Brunswick
Pour un article plus général, voir Nouveau-Brunswick.

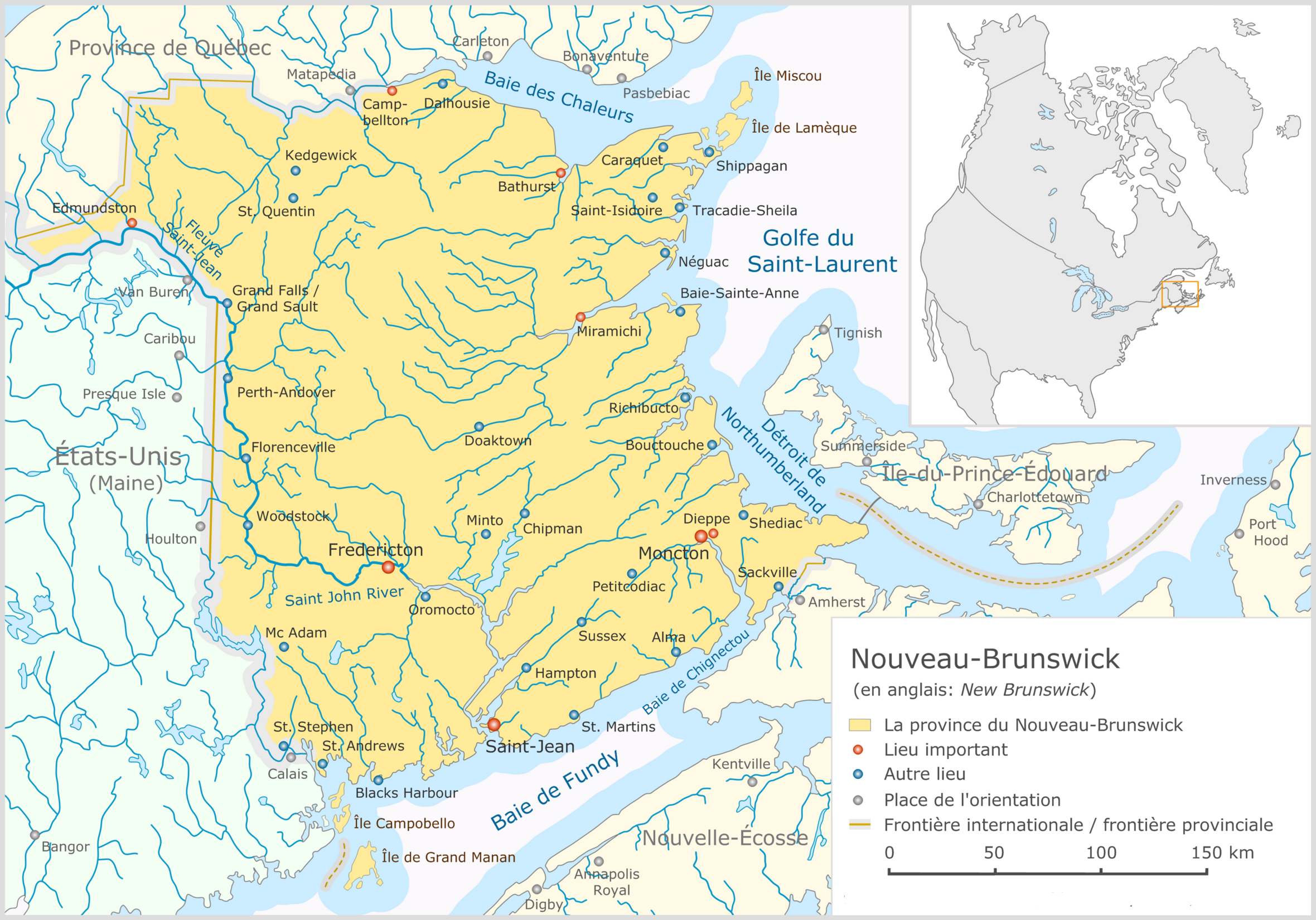
Le Nouveau-Brunswick

Le Nouveau-Brunswick est une petite province du Canada, faisant partie de la région des Provinces maritimes, à l'est du pays. La capitale est Fredericton et la plus grande ville est Moncton. La plupart du territoire est couvert de forêts, et les tourbières couvrent 2 % des terres.
Le Nouveau-Brunswick est l'une des trois provinces maritimes canadiennes. Il est petit à l'échelle du pays. D’une superficie de 72 908 km2, la province est un peu plus étendue que la Sierra Leone (le 117e pays le plus étendu du monde), un peu plus petite que l’Irlande, et la Belgique pourrait y entrer deux fois. La province s'étend sur plus de 300 km du nord au sud et de l'est à l'ouest. La mer est omniprésente au Nouveau-Brunswick, aucun point du territoire n'est à plus de 180 kilomètres de la mer. Il est bordé au nord par la baie des Chaleurs, à l'est par le golfe du Saint-Laurent et le détroit de Northumberland et au sud par la baie de Fundy.
Il partage une frontière avec l'État américain du Maine, avec les provinces du Québec et de la Nouvelle-Écosse, en plus d'une frontière maritime avec l'Île-du-Prince-Édouard.
Le Nouveau-Brunswick est boisé à 80 % environ, le restant se composant de marécages, de prairies, de terres agricoles et d'espaces urbains. Il se situe à l'extrémité nord des Appalaches, une cordillère de montagnes anciennes et érodées. La plus haute montagne est le mont Carleton.

## Géographie physique

### Relief et géomorphologie

Montagnes du Nouveau-Brunswick.

Du bois fossilisé âgé de 397 millions d'années, le second plus ancien spécimen au monde, a été découvert au Nouveau-Brunswick en 2011.

### Hydrologie

Cours d'eau du Nouveau-Brunswick.

Le principal cours d'eau de la province est le fleuve Saint-Jean. Il prend sa source dans l'État américain du Maine, draine l'ouest de la province et se déverse au sud dans la baie de Fundy. Au nord, la rivière Restigouche prend sa source dans les Appalaches et se déverse dans la baie des Chaleurs. c'est la même chose pour la rivière Nepisiguit, qui prend aussi sa source dans les Appalaches, plus précisément dans le lac Népisiguit. À l'est, la rivière Miramichi traverse une immense région forestière avant de se jeter dans la baie de Miramichi puis le golfe du Saint-Laurent. Au sud, le fleuve Sainte-Croix et la rivière Petitcodiac se jettent dans la baie de Fundy.
Les rivières néo-brunswickoises, surtout celles de la côte est, sont caractérisées par leurs larges embouchures, où la marée est perceptible sur plusieurs kilomètres. La rivière Petitcodiac avait ainsi l'un des plus importants mascarets au monde jusqu'à la construction de son pont-jetée. Les fortes marées de la baie de Fundy sont dues à sa forme allant en rétrécissant vers l'est et au fait que l'eau prend autant de temps à la traverser que la durée entre deux marées hautes.
Le Nouveau-Brunswick compte de nombreux lacs. Le plus étendu est le Grand Lac, situé au centre-sud de la province et qui se déverse dans le fleuve Saint-Jean par la rivière Jemseg.

## Régions du Nouveau-Brunswick
Le Nouveau-Brunswick est divisé en sept écorégions,:
| Écorégion                  | Superficie (hectares) | Proportion (%) |
| -------------------------- | --------------------- | -------------- |
| Hautes terres              | 490 868               | 6,7            |
| Bas plateau du nord        | 875 012               | 12             |
| Bas plateau central        | 1 199 362             | 16,5           |
| Côtière de Fundy           | 226 450               | 3,1            |
| Basses terres de la vallée | 2 016 851             | 27,7           |
| Basses terres de l'est     | 2 091 846             | 28,8           |
| Basses terres du Grand Lac | 377 942               | 5,2            |
| Total                      | 7 278 331             | 100            |

## Géographie humaine

### Gouvernements locaux
Le Nouveau-Brunswick comprend  8 cités, 26 villes, 68 villages, 4 communautés rurales et 266 DSL. Finalement, il y a une vingtaine de réserves indiennes, regroupées au sein de Premières nations, chacune gouvernées par un conseil de bande présidé par un chef.
Chaque type de municipalité a un fonctionnement semblable, bien que les cités aient certaines obligations supplémentaires et que les villages n'ont pas à offrir autant de services publics que les autres municipalités. Une municipalité est gouvernée par un conseil municipal, présidé par un maire. Les DSL sont quant à eux gérés directement par le gouvernement et ne sont donc pas à proprement parler des municipalités mais leurs citoyens peuvent élire un comité consultatif de cinq membre dont un président. Nombreux sont les DSL ne possédant pas de comité consultatif et plusieurs initiatives sont en cours afin d'améliorer la participation de la population à la gouvernance locale. C'est ainsi qu'est née la Communauté rurale en 1993.
Les gouvernements locaux sont sous la responsabilité du ministère des Gouvernements locaux du Nouveau-Brunswick. Plusieurs services publics de compétence municipale sont régis par des organismes régionaux, par exemple les commissions de gestion des déchets solides et les commissions d'aménagement pour l'urbanisme.
Les gouvernements locaux coexistent avec un système de divisions administratives plus ancien. La subdivision de base en est le comté, qui sont au nombre de quinze. Chaque comté est subdivisé en paroisses, qui sont au nombre de 154. Les gouvernements locaux remplacent les anciennes municipalités de comtés, dissoutes en 1966. La population de chaque paroisse élisait des conseillers au conseil municipal, qui choisissaient à leur tour un préfet. Le conseil siégeait dans un palais de justice situé dans le chef-lieu. Les paroisses avaient certains pouvoirs, qu'ils perdirent graduellement en faveur des municipalités de comté. Certains chefs-lieux ont toujours une importance administrative alors que les comtés continuent d'être utilisés dans les différents découpages administratifs et pour le recensement. De plus, la plupart des paroisses civiles existent toujours en tant que districts de services locaux (DSL).
En 2008, le Rapport sur la gouvernance locale proposait de réformer l'administration locale en modifiant la gestion ainsi que la fiscalité et en regroupant les actuelles municipalités et DSL en 12 « districts de services régionaux », ensuite subdivisés en « entités municipales ».

### Lieux-dits, hameaux, quartiers
- Liste des lieux-dits du comté d'Albert
- Liste des lieux-dits du comté de Carleton
- Liste des lieux-dits du comté de Charlotte
- Liste des lieux-dits du comté de Gloucester
- Liste des lieux-dits du comté de Kent
- Liste des lieux-dits du comté de Kings
- Liste des lieux-dits du comté de Madawaska
- Liste des lieux-dits du comté de Northumberland
- Liste des lieux-dits du comté de Queens
- Liste des lieux-dits du comté de Restigouche
- Liste des lieux-dits du comté de Saint-Jean
- Liste des lieux-dits du comté de Sunbury
- Liste des lieux-dits du comté de Victoria
- Liste des lieux-dits du comté de Westmorland
- Liste des lieux-dits du comté d'York